# Regionalwahl in der Basilikata 2019
Die Regionalwahl in der Basilikata 2019 fand am 24. März statt; der Regionalrat und der Präsident der Region wurden gleichzeitig gewählt.

## Wahlergebnis
| Kandidaten                                                              | Kandidaten        | Stimmen | %    | Listen                                                        | Stimmen | %    | Mandate |
| ----------------------------------------------------------------------- | ----------------- | ------- | ---- | ------------------------------------------------------------- | ------- | ---- | ------- |
|                                                                         | Vito Bardigewählt | 124.716 | 42,2 | Lega Salvini Basilicata                                       | 55.393  | 19,1 | 6       |
| Forza Italia                                                            | Vito Bardigewählt | 124.716 | 42,2 | 26.457                                                        | 9,1     | 3    |         |
| Fratelli d’Italia                                                       | Vito Bardigewählt | 124.716 | 42,2 | 17.112                                                        | 5,9     | 1    |         |
| Identità e Azione - Un'Altra Basilicata                                 | Vito Bardigewählt | 124.716 | 42,2 | 12.094                                                        | 4,2     | 1    |         |
| Basilicata Positiva - Bardi Presidente                                  | Vito Bardigewählt | 124.716 | 42,2 | 11.492                                                        | 4,0     | 1    |         |
| ↳ Gesamt                                                                | Vito Bardigewählt | 124.716 | 42,2 | 122.548                                                       | 42,4    | 12   |         |
|                                                                         | Carlo Trerotola   | 97.866  | 33,1 | Avanti Basilicata                                             | 24.957  | 8,6  | 2       |
| Comunità Democratiche - Partito Democratico                             | Carlo Trerotola   | 97.866  | 33,1 | 22.423                                                        | 7,7     | 2    |         |
| Progressisti per la Basilicata                                          | Carlo Trerotola   | 97.866  | 33,1 | 12.908                                                        | 4,5     | –    |         |
| Partito Socialista Italiano                                             | Carlo Trerotola   | 97.866  | 33,1 | 10.913                                                        | 3,8     | –    |         |
| Basilicataprima Riscatto                                                | Carlo Trerotola   | 97.866  | 33,1 | 9.748                                                         | 3,4     | –    |         |
| Lista del Presidente Trerotola (Centro Democratico - Progetto Popolare) | Carlo Trerotola   | 97.866  | 33,1 | 9.559                                                         | 3,3     | –    |         |
| Verdi - Realtà Italia                                                   | Carlo Trerotola   | 97.866  | 33,1 | 5.492                                                         | 1,9     | –    |         |
| Nicht gewählte Direktkandidat                                           | Carlo Trerotola   | 97.866  | 33,1 | –                                                             | –       | 1    |         |
| ↳ Gesamt                                                                | Carlo Trerotola   | 97.866  | 33,1 | 96.000                                                        | 33,2    | 5    |         |
|                                                                         | Antonio Mattia    | 60.070  | 20,3 | Movimento 5 Stelle                                            | 58.658  | 20,3 | 3       |
|                                                                         | Valerio Tramutoli | 12.912  | 4,4  | La Basilicata Possibile (Possibile - SI - PRC - PCI - DiEM25) | 12.124  | 4,2  | –       |
| Gesamt                                                                  | Gesamt            | 295.564 | 100  |                                                               | 289.330 | 100  | 20      |